# 阿希尔·里德·阿马

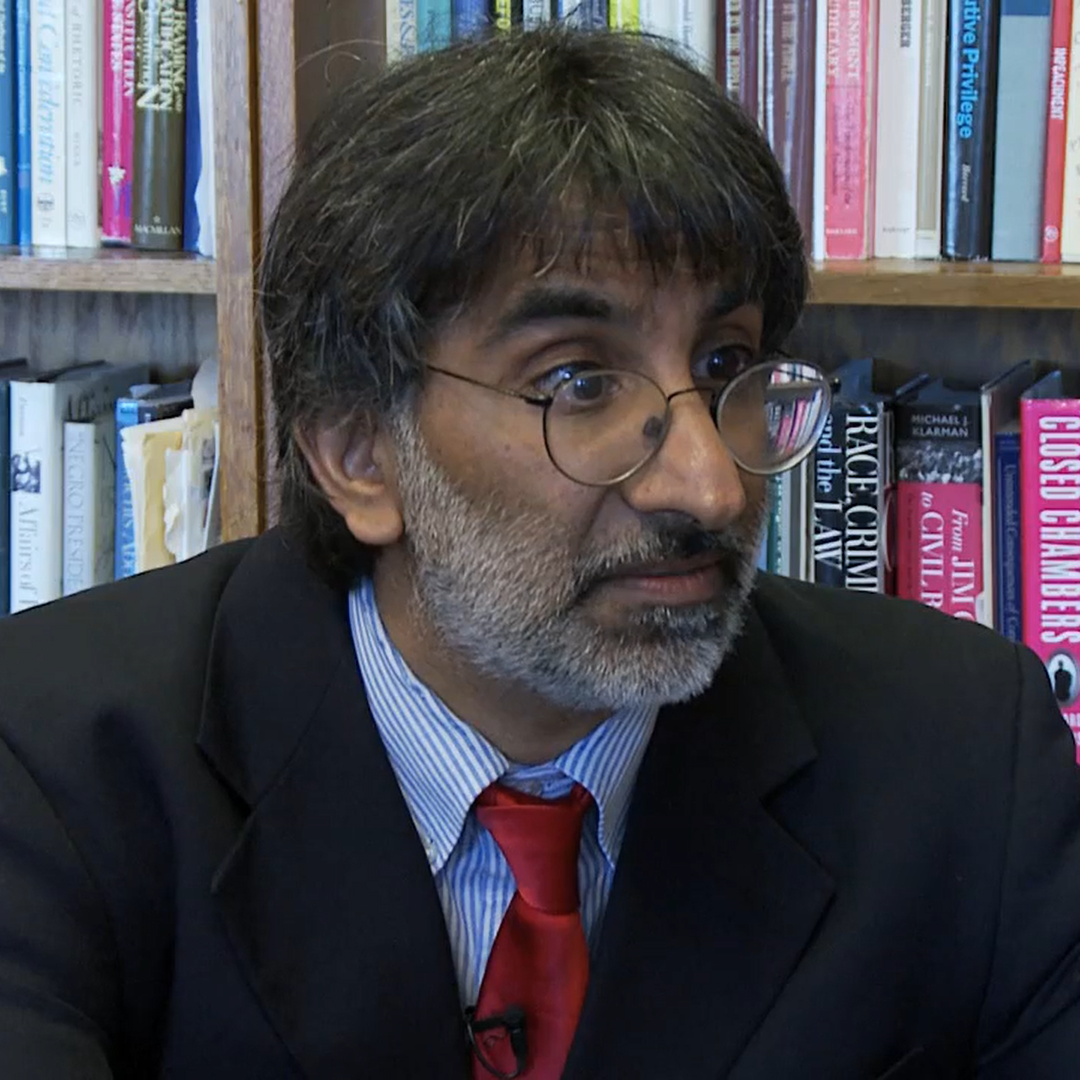
阿希尔·里德·阿马

阿希尔·里德·阿马（Akhil Reed Amar, 1958年9月6日—）是一位耶鲁法学院教授，專攻于憲法和刑事诉讼法。他被認為是當今美國法學界最有影響力的學者之一。 （页面存档备份，存于）。

## 生平
阿马於1980年畢業於耶鲁学院，1984年毕业于耶鲁法学院，取得法律博士學位(J.D.)。他的著作甚豐。最新的一本著作是『美國憲法自傳』。聯邦最高法院在超過20個案件裡引用他的著述。其中包括著名的1998年宣布總統的項目法案否決權(line-item veto)違憲無效的Clinton v. City of New York這場判決。
阿马还是美国电视节目The West Wing 的顾问，并是国家宪法中心（National Constitution Center）理事会成员。